# ولک وشلیسی
ولک وشلیسی (به چکی: Velké Všelisy) یک منطقهٔ مسکونی در جمهوری چک است که در Mladá Boleslav District واقع شده‌است.